# Henri Lemoine
Henri Lemoine (Massy, 17 de junio de 1909-Malakoff, 21 de septiembre de 1991) fue un deportista francés que compitió en ciclismo en la modalidad de pista. Ganó tres medallas de bronce en el Campeonato Mundial de Ciclismo en Pista entre los años 1951 y 1953.

## Medallero internacional
| Campeonato Mundial | Campeonato Mundial | Campeonato Mundial | Campeonato Mundial |
| Año                | Lugar              | Medalla            | Competición        |
| ------------------ | ------------------ | ------------------ | ------------------ |
| 1951               | Milán (Italia)     | Medalla de bronce  | Medio fondo (P)    |
| 1952               | París (Francia)    | Medalla de bronce  | Medio fondo (P)    |
| 1953               | Zúrich (Suiza)     | Medalla de bronce  | Medio fondo (P)    |